# 2013年臺灣食品安全問題事件
2013年臺灣食品安全問題事件，臺灣自2013年起調查發現食品产业諸多廠商各式違法事件，其中包含2013年臺灣食用油油品事件、2013年臺灣毒澱粉事件為最大宗，引起社會輿論對食品安全問題普遍關注。包括查出其他工業用有害原料流入食品加工等違法食品添加物事件，以及查出“過期食品”等商品虛偽標示事件。

## 概述
2013年在臺灣發生一系列重大食品安全問題事件，主要為官方食品安全主管單位主動檢驗，或接獲檢舉發現不肖食品業者可能涉嫌長期使用未經核准在案之食品添加物或販售過期食品牟利，甚至波及常見的許多民生必需品，致使民眾健康可能隱然受損、進而影響全體民眾（包括相關國外進出口商與消費者）對台灣食品安全的信賴度而引起社會高度關注。
統計所有台灣廠商的詳細事件分類如下：
- 過期品當即期品販售，或以過期原料製作
- 違法添加工業級防腐劑乙二胺四乙酸二鈉
- 違法添加工業級順丁烯二酸酐用以化製澱粉
- 違法添加工業級色素皀黃
- 違法添加工業級鹽做為食用鹽
- 食用油混充棉籽油和銅葉綠素
- 防腐劑苯甲酸，含量超標
- 蔬菜殘留加保利、歐殺斯、佈飛松等農藥，含量超標
- 非純釀造的醬油裡有致癌物單氯丙二醇，含量超標
- 雞蛋裡有致癌性抗生素甲磺氯黴素與氯甲磺氯黴素，含量超標

### 政府對策
- 經濟部國貿局擬針對特定食品在出口時必須附上合格檢驗單位的證明，才能出口。
- 國貿局表示，目前擬將粄條、肉圓、黑輪、粉圓、豆花、粉粿、芋圓、地瓜圓等8大類食品納入出口需檢附證明的項目，但還需與衛生署、財政部等相關單位就稅則號列等進一步討論後確定。

### 第三國對策
- 目前新加坡已要求台灣在出口至新加坡時需出具相關證明，同時也希望了解台灣對這類產品的最新措施。

## 事件歷程

### 2013年5月
- 2013年5月15日，今周刊指出「双鹤酱油」之單氯丙二醇含量超標。[1]此為非純釀造醬油的缺點，因為使用鹽酸去快速分解原料，故此易生成單氯丙二醇。
- 2013年5月21日，義美食品爆出龍潭廠使用過期的大豆植物性蛋白生產義美小泡芙[2]。
- 2013年5月30日，爆發“毒澱粉事件”（中華民國行政院會議稱此事件的正式名稱為「違法食品添加物事件」[3]），查獲使用並未核准在案之工業級順丁烯二酸製造化製澱粉，流入眾多澱粉類食品。
- 立光農工股份有限公司，該公司是統一企業原料供應商之一。政府及司法機關於2013年5月30日晚間，調查並發現立光農工股份有限公司產品成份有添加工業原料（乙二胺四乙酸）之嫌[4]。
- 2013年5月31日，統一企業(1216-TW)宣布先行下架回收統一布丁、瑞穗蛋捲冰淇淋等多項點心及冰品。
- 光代冷藏食品公司生產團購界熱銷品牌「依蕾特布丁」下的奶酪也採用立光農工原料。
- 愛之味的寒天產品、統一的豆花和布丁等產品證明添加工業用乙二胺四乙酸二鈉配成食品原料複方愛玉粉、洋菜粉等。

### 2013年6月
- 2013年6月5日，消基會調查，有機糙米被驗出含殺蟲劑市售6成虛報，偽裝成高級米販售。在20件樣品中發現有6成業者品質標示不符、虛報糙米等級。富麗有機糙米還被驗出含微量的加保利殺蟲劑，花蓮縣富里鄉農會對此表示抱歉。
- 2013年6月5日，高雄市檢警於工廠發現2700多公斤斃死豬肉。屏東縣萬丹鄉侯義勇和姪子侯裕明家族回收斃死豬，再加工成排骨酥、咕咾肉。產品流入傳統市場、便當店、屏東市10所國中小營養午餐[5][6][7]。
- 2013年6月7日，桂冠食品首度委託禹昌公司代工粽子，被查出有過期一年前製作的粽混雜在內。[8]。
- 2013年6月7日，市售豆干傳出以工業級色素「皂黃」（Metanil yellow）染色，北檢由北市與新北市衛生局陪同，前往北市「益良食品行」、「豪億麵行」與新北市「尤協豐豆干行」稽查，查獲「益良食品行」18件違規產品。但益良對是否販售工業色素供食品商製作豆乾，僅不斷表示「我們沒有」、「不清楚」。[9]
- 2013年6月8日，新北市衛生局抽驗市售蘿蔔乾40件，22件檢出防腐劑苯甲酸[10]
- 2013年6月11日，台北和高雄分別發現釣蝦和烤雞店使用清洗鍋爐用工業鹽當成食用鹽，有致死性。[11]
- 2013年6月25日，台北市衛生局宣布，他們在5月從市面抽驗30件雞蛋樣本，發現8件樣本中竟驗出殘留的動物用抗生素。在大賣場、百貨超市、便利商店、雜貨店等地點抽查30件雞蛋樣本，結果未檢出沙門氏桿菌，卻有8件雞蛋樣本檢出殘留的動物用抗生素，其中7件更同時檢出兩種以上抗生素，不合格率達26.7%。驗出殘留動物用抗生素的雞蛋中，一件檢出三甲氧芐氨嘧啶（0.01ppm），一件檢出氟甲磺氯黴素（0.001ppm）及三甲氧芐氨嘧啶（0.05ppm），另外六件雞蛋樣本份別檢出甲磺氯黴素及氟甲磺氯黴素。當局追查8家不合格的雞蛋源頭廠商，有6家在彰化，雲林縣和新北市各有一家。

### 2013年8月
- 2013年8月14日，蘋果日報臥底調查，台中市皇冠特殊印刷公司所生產的食品容器，使用有毒溶劑甲苯擦拭，年產紙餐盒、紙杯逾3億6千萬個，供應台灣上百家餐飲業。受影響的下游餐飲業者，包括鼎泰豐、華航、呷尚宝、蕃茄村漢堡、台灣雞腿王……等。[12]

### 2013年10月
台灣食用油工廠大統長基食品廠股份有限公司，稱為西班牙進口的橄欖油涉嫌成分不明，以外國非初榨的「橄欖殘渣油」混合低成本葵花油（從葵花籽中提取）及精煉棉籽油（棉花籽提取）混充再加入銅葉綠素染色以對外號稱100%純高級橄欖油販售。醬油部分則採用鹽酸化學醬油冒充古法釀製醬油，花生油是化學調味並無花生冒充純正花生油，大統還有生產米酒和水果酒也是造假用香料混合食用酒精直接販售。彰化地檢署16日跟彰化衛生局、財政部中區國稅局彰化縣分局，搜查大統油，查扣相關帳冊作偵辦，罰款2800萬新台幣暫扣押18億財產。
循線追查後發現，台灣多數泡麵油包含有微量來路不明重金屬，唯業者辯稱含量不高不致危害程度。另發現味全集團(為頂新集團子公司)旗下油品是直接和大統進貨後換包裝或分裝販售，所以也捲入風暴，但味全辯稱自己也是全然不知的受害者決定提告大統但檢方發現大統油品成本不合理的低，味全高層長期在業界經營有知情嫌疑，魏應充以1000萬交保候傳。
之後事件發展追查銅葉綠素添加情形，發現泰山、福壽、福懋、五木拉麵、理想、南僑、統一、乖乖....等廠商加入食品染色。

### 2013年11月
11月20日，商業周刊專題報導宣稱，許多台灣市售牛乳產品含有抗生素、雌激素、抗憂鬱劑等非法添加藥物。
其後農委會委託中央畜產會國家級實驗室進行用藥檢測，於11月25日發表檢驗結果指出該報導中的所有產品及其它加驗的市售乳品全部合格，並對商業週刊的檢測方式與過程提出質疑。後來的調查則顯示報導引用數據內容失真。

## 受影響之產品

### 中階原料類
- 利晉好和品牌販售給下游廠商之中階原料，其中包括洋菜粉、愛玉粉、杏仁凍粉、豆漿粉、豆花安定劑、仙草粉、豆花粉、梅子粉、果凍膠、蒟蒻果凍粉、布丁粉、雪綿冰安定劑和香料。
- 屏東縣萬丹鄉斃死豬肉。

### 末端產類
- 顏色鮮豔的豆干。
- 過期的肉粽、水餃
- 蘿蔔乾
- 醬油
- 工業鹽
- 雞蛋
- 各式烹調用油品
- 外觀呈綠色的飲料、食品

## 已確認廠商自行回收之產品
- 義美小泡芙
- 統一布丁100g（4710088430915）、統一布丁180g（4710088430755）、瑞穗蛋捲冰淇淋95g（4710088490193）、冰戀巧克力雙旋冰淇淋100g（4710088061836）、以及為 COLD STONE (酷聖石冰淇淋股份有限公司) 品牌代工，針對量販超市通路所開發的3款杯裝冰品愛戀巧克力320g（4710088062819）、愛戀巧克力92g（4710088062772）、摩卡馬卡龍100g（4710088062802）。
- 光代冷藏食品公司，依蕾特布丁奶酪。
- 統一的豆花、愛之味，寒天等產品。
- 富麗有機糙米。
- 富味鄉的24款調和油品。
- 所有大統旗下油品和食品、酒類與進貨大統後換標籤出售的他牌產品。
- 泰山、福壽、福懋、五木拉麵、理想、南僑、統一、乖乖、味全旗下若干產品。

## 文內注釋
1. ↑  .   [2013-06-02]. （原始内容存档于2016-10-14）.
2. ↑  . 2013-05-21  [2013-06-01]. （原始内容存档于2013-06-07）. 義美食品昨發表致歉聲明
3. ↑  . 加拿大星島日報. 2013-05-30  [2013-06-02]. （原始内容存档于2014-04-23）. 正式以「違法食品添加物事件」
4. ↑  . ETtoday 新聞雲. 2013-05-31  [2013-06-03]. （原始内容存档于2019-06-17）.
5. ↑  . 國內要聞. 聯合新聞網.   [2013-06-08]. （原始内容存档于2013-06-30）.
6. ↑  .   [2013-06-09]. （原始内容存档于2014-07-27）.
7. ↑  . ETtoday地方新聞. ETtoday 新聞雲.   [2013-06-09]. （原始内容存档于2019-12-11）.
8. ↑  . ETtoday社會新聞. ETtoday 新聞雲.   [2013-06-08]. （原始内容存档于2016-03-07）.
9. ↑  周志豪. . 聯合報. 2013-06-08  [2013-06-08]. （原始内容存档于2013-07-01）.
10. ↑  .   [2013-06-08]. （原始内容存档于2015-09-23）.
11. ↑  .   [2013-06-13]. （原始内容存档于2019-09-11）.
12. ↑  . 蘋果日報. 2013-08-14  [2013-08-14]. （原始内容存档于2017-07-20）.
13. ↑  .   [2013-11-17]. （原始内容存档于2013-11-21）.
14. ↑  . ETtoday社會新聞. ETtoday 新聞雲. 2013-12-13  [2014-03-01]. （原始内容存档于2019-09-24）.